# Frank Grimes Junior
Frank Grimes Junior er en fiktiv person, der indgår i tegneserien The Simpsons. Han er Frank Grimes' eneste søn; hans mor er en unavngiven prostitueret. Han optræder kun en enkelt gang i serien, hvor han forsøger at hævne sin far ved at dræbe Homer.
Hans stemme er indtalt af Hank Azaria.